# Canton (Illinois)
Canton é uma cidade localizada no estado americano de Illinois, no Condado de Fulton.

## Demografia
Segundo o censo americano de 2000, a sua população era de 15.288 habitantes.
Em 2006, foi estimada uma população de 14.797, um decréscimo de 491 (-3.2%).

## Geografia
De acordo com o United States Census Bureau tem uma área de
20,7 km², dos quais 20,3 km² cobertos por terra e 0,4 km² cobertos por água. Canton localiza-se a aproximadamente 199 m acima do nível do mar.

## Localidades na vizinhança
O diagrama seguinte representa as localidades num raio de 16 km ao redor de Canton.